# Sidi Bel Abbès
Sidi Bel Abbès o Sidi-bel-Abbès (àrab: سيدي بلعباس, Sīdī Bu-l-ʿAbbās), és una comuna d'Algèria, capital de la província de Sidi Bel Abbès, en una gran plana de 380.000 hectàrees, al costat dret del riu Mekerra (ﻭﺍﺩ مكرة) i a prop de l'uadi Sarno, a 82 km al sud d'Orà i de Daya (antiga Bossuet), 87 km al nord-est de Tlemcen i 93 km al sud-est de Mascara. La població s'estimava el 2009 en 260.000 habitants. És una regió semi àrida, i la regió més seca del Tell oranès, però el clima és sa tot i els contrastos de temperatura (amb hiverns molt freds) i la forta evaporació de les aigües pluvials. El nom de la ciutat deriva del santó musulmà Sidi Bel Abbès, un xerif l'avi del qual s'havia establert al Magreb procedent de la Meca el qual va viure al segle xviii.

## Història
Les terres amazigues de la comarca del Tessala, anomenada Astasilis à l'època romana, eren terres agrícoles fèrtils que fins i tot foren anomenades "Terres del blat" pels àrabs quan van arribar. La revolta amaziga sufrita (una forma del kharigisme) del 740-742 va expulsar els àrabs de tot el Magreb occidental després de les batalles de Ghazwar al-Asharf (Expedició dels Nobles), a la ribera del Shlef, el 740, i de Wad Sebu el 741. Al final del segle x, tot i les lluites entre amazics, la tribu Azdadja d'aquesta ètnia, governava la regió, i tenia el port d'Orà (Wahran), fundat el 903 per andalusins i els Banu Mesgen (branca dels Azdadja) com a lloc d'exportació de blat cap a l'Emirat de Gharnata i el Regne de Múrcia.
Al segle xi els amazics Banu Rashid (del Djabal Rashid, després Fjabal Emur), del grup amazic zeneta, membres de la confederació Maghrawa, van expulsar els Madyuna de la plana del riu Mekerra cap al Djabal Tessala. Aquests moviments de població eren provocats d'una banda pels almoràvits i per l'altra pels Banu Hilal àrabs. El 1114 els almohades van entrar a Orà, tallant les exportacions, que beneficiaven Gènova, Venècia i Marsella. El governador almohade de la província de Tlemcen, Djabir ibn Yusuf ibn Muhammad (1229-1230) va fer desenvolupar l'agricultura i el regadiu a les valls del Mekerra i del Sig tot construint viles i rescloses; aquesta política fou seguida per Abu-Yahya I Yaghmuràssan ibn Zayyan, primer rei abdalwadita de Tlemcen (1236-1283) el qual va acollir els nòmades àrabs (badawiyya, dialectal bedw) Bani Amer per frenar l'accés al Tell de la poderosa tribu àrab vassalla dels Makil. La regió d'Awmakarra i del Tessala formaven una zona estratègica en les campanyes contra els Banu Tudjin del grup zenata, i en les guerres entre Tlemcen i els marínides del Marroc. Pels productes de la zona Tlemcen va poder aguantar el setge marínida del 1299 al 1307. El sultà marínida Abu-l-Hàssan Alí ibn Uthman es va aturar a la zona de la moderna ciutat el 1331/1332 per a donar descans a la seva cavalleria aprofitant l'abundància de pastures, i llavors hauria destruït Tessala.
A l'inici del segle xvi la producció de blat de la plana del Mekerra cobria tot el consum de Tlemcen i se seguien exportant cereals i teixits cap a Itàlia. Els castellans es volien implantar al país per aprofitar-ne les riqueses i el 1509 van ocupar Orà amb l'ajut d'algunes fraccions dels Bani Amer que es van sotmetre i van pagar un tribut enviant nobles com a ostatges. Els Bani Amer (la resta de fraccions) formaven el gruix principal de la cavalleria del regne de Tlemcen i pasturaven al Gurara tot arribant fins a l'Oranès. Una branca, els Bani Shafaa va buscar avantatges comercials amb els castellans i es van sotmetre. Els espanyols van perdre Tlemcen el 1518 però mort Arudj la van recuperar i la van conservar fins al 1553 que va passar als otomans. Orà va restar en mans castellanes fins al 1708 i després altre cop del 1732 fins al 1791. Per assegurar la lleialtat de les fraccions favorables a Castella, i el seu control de la plana del Mekerra i altres zones, els grups oposats foren expulsats cap al Tessala (1708 i 1747) i substituïts pels Dwayer i els Abid Shraga (1708) i pels Dwayer i els Zmala (1747). Les tribus més exposades als atacs castellans negociaven la seva submissió amb el bey turc de Mascara o amb el governador espanyol a Orà. Fou en aquest temps que Sidi Bel Abbès va predicar a la regió; el desenvolupament agropastoral va suposar la pujada de ciutats com Mostaganem (al nord-est) i Tlemcen (al sud-est). El santó va morir el 1780 i fou enterrat a l'anomenat turó de Sidi Ammar; alguns pensen que en realitat era marroquí.
El 1792, ja amb els espanyols fora d'Orà, els Hsasna de Saïda, incorporats al govern dels beys de Mascara i que des de 1708 estaven instal·lats prop d'Orà (l'any que els otomans van ocupar la vila) foren desplaçats al sud entre els Ulad Brahim i els Hazedj, amb l'encàrrec de vigilar-los. A Orà les exportacions van continuar ara vers les possessions angleses a Menorca i Gibraltar, a llocs d'Espanya i a altres punts de la costa algeriana. Durant les guerres napoleòniques fou un dels principals mercats dels anglesos (1808-1814). El 1805 o 1806 els Banu Amer es van unir a la revolta dels darkawa manats per Abd al-Kadir ibn al-Sharif. El bey d'Orà, Muhammad Mkallesh L'Espatllat (+ 1807) va acampar al Tessala i va derrotar els rebels a Suk al-Hak (el mercat del diumenges dels Bani Amer) prop del riu del mateix nom. 900 camells (135 tones) es van poder carregar amb el blat capturat pel bey i van servir per abastir Tlemcen que a causa de la revolta patia greument de fam. La plana de Sidi Bel Abbès fou assolada en represàlia i va quedar deserta fins al retorn dels Bani Amer vers 1809, en temps de Muhammad ibn Uthman Bu Kabus (L'home de la pistola) al-Regig (el Menut), germà i successor de Muhammad al-Kabir Mkallesh. L'enfrontament entre castellans (després de 1715 auto anomenats espanyols) i otomans va permetre de fet la independència de les tribus de l'Oranès i la plana de Sidi Bel Abbès durant tot el període de la Regència d'Alger.
El 4 de gener de 1831 els francesos ocupaven per sorpresa Orà. Els Bani Amer es van unir als Hshem i als Gharaba i van proclamar emir o sultà a Abd el-Kader ibn Muhyi l-Din al-Hasani; la vall del uadi Sarno fou considerat el graner d'Abd el-Kader junt amb el vessant sud del Tessala (al país se l'anomenava al-balad al-dkik o País de la Semola, i produïa el 10% del gra d'Algèria). Els francesos van fer una guerra total dirigida primer pel general Bourmont i després pel mariscal Bertrand Clauzel. El 1835 es va signar el conveni de Mascara de 5 de desembre amb l'emir que establia una fràgil pau. Clauzel no va deixar d'establir punts fortificats a llocs estratègics entre els quals la plana de Sidi Bel Abbès que permetia vigilar i controlar els desplaçaments dels autòctons entre Mascara i Tlemcen i entre Orà i l'altiplà. El 1841 Sidi Bel Abbès fou fundada com a fortalesa francesa acabada el 1843, a la riba dreta del Mekerra, prop del lloc de la tomba del santó (que era a la riba esquerra); aleshores la zona estava ocupada pels Marna, Ulad Brahim, Ulad Sidi Khaled, Ulad Buzid, Hazedj i Hsasna. La guerra es va reprendre el 1843. Sufocat l'aixecament, l'octubre de 1845 els Bani Amer Shraga (uns 25.000) van haver de fugir cap al Marroc; les terres foren en part confiscades i cedides als primers colons i altres llogades als seus antics propietaris.
La ciutat de Sidi Bel Abbès fou creada per decret de 5 de gener de 1849 del president príncep Lluís Napoleó Bonaparte (Napoleó III). Fou guarnició de la Legió Estrangera de 1843 a 1962, i casa mare de la Legió Estrangera fins a la independència d'Algèria el 1962. La ciutat fou inicialment el centre de l'anomenat Territori dels Bani Amer després districte de Sidi Bel Abbès. Un territori de 15 km a l'entorn fou reservat pels colons; un barri gran es va crear el 1852 (16.000 hectàrees). El 1854 la farina i el blat eren els productes principals i s'exportaven cap a Orà per una ruta arranjada pels carros i operativa tot l'any, després complementada amb una via fèrria (principalment però pel transport de tropes).
Després de la revolta de l'Oranès el 1866-1868 les tribus van disminuir entre un 30 i un 60% i van augmentar a la plana del Mekerra de Sidi Bel Abbès fins a Ali Ben Yub. Els cultius del moresc i del tabac (que es cultivava localment des de 1850) es van afegir als cereals (sobretot blat tendre i farina). Des de 1845 es van portar colons andalusos, primer com a mà d'obra, i després com a agricultors; al final del segle xix ja formaven dos terços de la població del districte. Mentre, s'hi havien fet diverses construccions com l'hospital i altres edificis que milloraven la ciutat. La ciutat estava fortificada amb muralles i amb quatre portes (Orà, Daya, Tlemcen i Mascara) que no s'han conservat. Napoleó III va visitar la ciutat el 16 de maig de 1865, i la va rebatejar Bel-Abbes, però el decret que ho havia de fer oficial mai va veure la llum. El 1870 Roubière fou el primer alcalde. El 1881 tenia 16.840 habitants. L'abril de 1883 es va obrir una nova línia fèrria fins a Ras El-Ma. Hi havia diverses comunes a la rodalia: Sidi Brahim a 10 km, amb 742 habitants; Les Trembles a 15 km, amb 2003 habitants; Sidi l'Hassen a 7 km, amb 947 habitants; i Tessala a 10 km, amb 1480 habitants. Més lluny hi havia Boukhanafis, a 20 km, amb 8460 habitants i Mekerra, a 82 km, amb 17.176 habitants. Van arribar més colons i el 1920 es va començar l'explotació de vinyes coincidint amb la pèrdua de rendiment del cereals per l'esgotament de les terres. El 1939 el districte exportava 150.000 cabres a l'any a França i seguia produint el 10% dels cereals d'Algèria. Les poblacions es van sedentaritzar en aquest període. Els musulmans vivien al barri anomenat Village Negre, totalment insalubre i fora de la mesquita no tenien accés a l'ensenyament. Cada any es feia una festa regional en honor del sant patró de la ciutat que durava una setmana.
Després de la II Guerra Mundial no va tardar a començar la guerra per la independència; les zones rurals foren bombardejades pels francesos i van quedar despoblades i els musulmans reagrupats per tenir-los sota control (represa de la política del cantonnement utilitzada al segle xix). Els problemes originats van subsistir després de la independència el 1962: atur i emigració rural. La distribució desigual de la riquesa va suposar un retrocés econòmic per la regió i la guerra civil algeriana no va permetre avançar. La zona segueix en crisi.